# 쿠바식 샌드위치
쿠바식 샌드위치(영어: Cuban sandwich)는 미국 플로리다주 키웨스트와 이보 시티와 탬파, 쿠바에서 대중적으로 많이 먹는 샌드위치이다. 사탕수수와 담배공장 등에서 일 하던 쿠바 노동자들이 쿠바에서 가져왔다. 나중에, 쿠바 망명자와 추방자들이 마이애미로 가져 왔다.
모호소스에 재워 둔 양념고기를 오븐에 구워 머스터드와 버터, 스위스 치즈, 살라미 등을 쿠바빵에 넣어 플란차라는 그릴에 구워 만든다.

## 같이 보기
- 샌드위치 목록

## 참고 문헌
- Espinosa, Jack. Cuban Bread Crumbs. Xlibris Corporation. 2008. ISBN 978-1-4257-9678-5.
- Lastra, Frank, Ybor City : The Making of a Landmark Town. University of Tampa Press. 2006. ISBN 978-1-59732-002-3.